# Лільйо (Толедо)
Лільйо (ісп. Lillo) — муніципалітет в Іспанії, у складі автономної спільноти Кастилія-Ла-Манча, у провінції Толедо. Населення — 3043 особи (2010).
Муніципалітет розташований на відстані близько 85 км на південний схід від Мадрида, 65 км на схід від Толедо.
На території муніципалітету розташовані такі населені пункти: (дані про населення за 2010 рік)
- Лільйо: 2985 осіб
- Караорма: 58 осіб

## Демографія
Динаміка населення (INE ):

## Галерея зображень

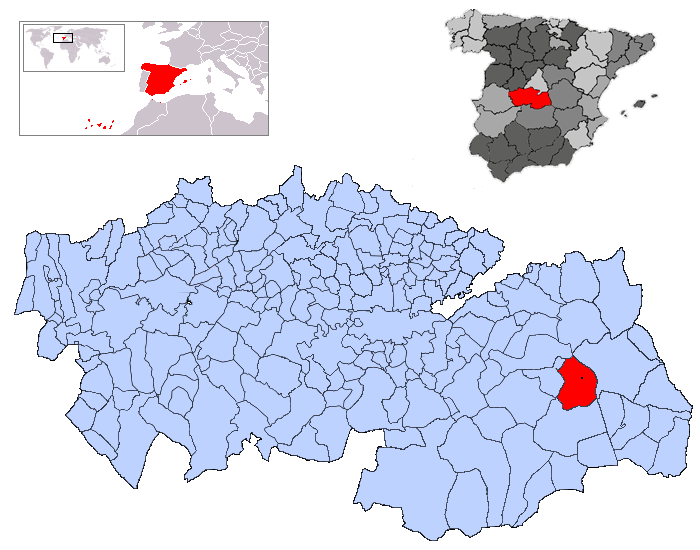
Розташування муніципалітету у провінції Толедо